# Dan Olofsson
Dan Olof Olofsson, född 24 september 1950 i Ekenäs (Finland), är en svensk entreprenör, företagsledare och filantrop.

## Biografi
Dan Olofssons föräldrar och släkt har sina rötter i Kaxås i Jämtland. 1948–1951 hade fadern tjänst som pastor i Karis i Finland. I närliggande Ekenäs föddes Olofsson 1950 som  näst äldst av fem syskon. När Olofsson var ett år flyttade familjen till Malmö. Där växte han upp och är fortfarande bosatt.
Olofsson utbildade sig på Pauliskolan i Malmö och till civilingenjör inom väg- och vattenbyggnad på Lunds Tekniska Högskola med examen 1974. Därefter började han som konsult på VBB där han under 1979 blev gruppchef för VBB:s nya satsning på en energiteknikgrupp. Han blev sedan regionchef för Scandiaconsults södra region.

### Danirkoncernen
Danir startades 1986 och ägs fortsatt av familjen Dan Olofsson. Tillsammans med framförallt äldsta sonen Johan Glennmo har Olofsson successivt byggt denna företagsgrupp med fokus på långsiktighet och entreprenörskap. År 2024 hade koncernen 10 000 anställda i 29 länder och omsatte runt 13,5 miljarder kronor. Den primära tillväxten har skett genom nyanställningar och start av nya företag.
Danirkoncernens huvudverksamhet utgörs av konsultföretag med fokus på att stödja sina kunder i deras digitalisering. Denna verksamhet drivs inom ramen för dotterkoncernerna Sigma Group, Nexer Group, A Society Group, PION Group (tidigare Poolia) och Aptio Group. I koncernen finns också finansiella placeringar.

### Thanda och Star for Life
2002 bestämde Dan Olofsson sig för att bygga safarilodgen Thanda Safari i Sydafrika. Safarianläggningen är ett naturvårdsprojekt för att skydda utrotningshotade arter och har under ett flertal år fått utmärkelsen World Travel Award som ”The World’s Leading Luxury Lodge”. Under 2016 öppnades Thanda Island, en exklusiv, privat ö som ligger i ett marint naturreservat utanför Tanzanias kust. Thanda Island har blivit utsedd till ”The World’s Leading Exclusive Private Island” av World Travel Awards varje år mellan 2016 och 2023. Thanda inledde 2024 ett brett samarbete med den internationellt ledande hotellgruppen Jumeirah. Som följd härav nyttjas framöver varumärkena Jumeirah Thanda Safari och Jumeirah Thanda Island.
Olofssons filantropiska engagemang syns främst genom organisationen Star for Life. Dan och Christin Olofsson startade Star for Life i KwaZulu-Natal i Sydafrika 2005 efter att de sett hur människorna i regionen drabbades av hiv och aids. I dag har fler än 500 000 barn och ungdomar genomgått Star for Lifes fyraåriga motivations- och hälsofrämjande program i Sydafrika, Namibia, Tanzania, Sverige, Ukraina och Jerusalem. I Sverige drivs verksamheten under namnet Motivationslyftet. Senaste etablering är Star for Life i Jerusalem med fokus på att förbättra levnadsvillkoren för invånarna i östra Jerusalem genom satsningar på utbildning och jobb.

### Uppstart Malmö och Projekt Kaxås
År 2011 tog Dan Olofsson initiativet till bildandet av Uppstart Malmö, en stiftelse som syftar till att skapa fler arbetstillfällen i Malmös miljonprogramområden. Idén bakom stiftelsen är att erbjuda råd, stöd och finansiering åt drivande entreprenörer så att de kan anställa fler samt att hjälpa personer som står långt från arbetsmarknaden att få chansen till sysselsättning. Hittills har stiftelsens verksamheter och samarbeten bidragit till att över 3 700 personer fått arbete.
Projekt Kaxås startades 2019 i syfte att bryta avfolkningen i glesbygden i Norrlands inland och säkra Kaxås byskolas fortlevnad. Idén var att investera i unga familjer som vill leva ett tryggt liv nära naturen och ändå ha tillgång till en fungerande arbetsmarknad inklusive distansarbete. Genom initiativet har antalet invånare i Kaxås ökat från 100 till ca 260 (december 2023), varav ca 70 är barn. Ekobyn Ladriket är en del av Projekt Kaxås.

### Ukraina
2006 förvärvade Dan Olofssons Sigma majoriteten i ett IT-konsultföretag med 60 anställda i Charkiv. Bolaget Sigma Software har växt till 2 000 anställda med kontor i många av de större städerna i Ukraina och med kunder i USA, Europa och Ukraina.
Allt sedan Rysslands brutala invasion av Ukraina 24 februari 2022 har Dan Olofsson och hans bolag haft ett brett engagemang för Ukraina. Det rör direkt stöd till armén, civilsamhället, exporten från Ukraina, opinionsbildning för Ukraina i Sverige, boende för ukrainska flyktingar i Sverige, Star for Life för barnen i Ukraina etc.

### Övrigt
Hösten 2012 gav Dan Olofsson ut självbiografin Mina tre liv på Ekerlids förlag. Boken har uppmärksammats särskilt för påståendet att svenska staten skulle ha begått ett finansiellt justitiemord på finansmannen Maths O. Sundqvist.
Dan Olofsson har under senare år deltagit aktivt i samhällsdebatten bland annat kring frågor som rör företagandets och entreprenörernas villkor, kring försvaret av valfrihet inom välfärden samt kring behovet av en politik som kombinerar ett positivt klimat för företagen med ett socialt ansvarstagande.

## Priser och utmärkelser
- 2001 – Skånes främste entreprenör
- 2004 – Årets Malmöambassadör
- 2008 – Pegasuspriset[25]
- 2008 – Global Business Coalition, utmärkelse i New York[26]
- 2011 – Årets Förebildsentreprenör från Founders Alliance
- 2011 – Konungens medalj i 12:e storleken för betydelsefulla insatser för svenskt näringsliv och för sitt filantropiska engagemang.[27]
- 2012 – Kungliga Patriotiska Sällskapets Näringslivsmedalj för framgångsrikt entreprenörskap som bidragit till svenskt näringslivs utveckling.[28]
- 2012 – Veckans Affärers Social Capitalist Award Utmärkelsen ges till förebilder som genom sitt företagande bidragit till att lösa samhällsproblem.[29]
- 2015 – Region Skånes pris Synnerliga insatser för Skånes utveckling[30]
- 2015 – Utsedd till teknologie hedersdoktor vid Fakulteten för teknik och samhälle vid Malmö högskola för att ha bidragit till att lösa samhällsproblem med informations- och kommunikationsteknologi.[31]
- 2015 – Hedersdoktor vid University of FASTA i Argentina för hans samhällsengagemang och för filantropiska insatser i Afrika och Sverige.[32]
- 2015 – Curt Nicolin-priset för insatser i samhällsdebatten för ökad förståelse för företagens betydelse.[33]
- 2018 – Utsedd att ingå in Leadership Council för Robert F Kennedy Human Rights, som arbetar med mänskliga rättigheter över hela världen.[34]
- 2019 – Utsedd till Årets tillväxtentreprenör i Malmö.[35]
- 2021 – Jerusalems borgmästares hedersmedalj för långvarigt stöd till den judiska nationen och arbete med att förbättra livsvillkoren för invånarna i Östra Jerusalem.[36]
- 2025 – Medalj från ukrainska armén för betydelsefullt stöd till armén. [37]
- 2025 – Medalj från ukrainska Ortodoxa kyrkan för betydelsefullt engagemang för Ukraina.[37]